# El elegido
El elegido è una telenovela argentina trasmessa dal canale televisivo Telefe nel 2011. È stata prodotta da El Árbol e da Martín Seefeld e Pablo Echarri, in associazione con Telefe. La serie ha vinto quattro Premios Tato e varie nomination, sia per gli attori che per la serie, al Premio Martín Fierro del 2011. Oltre che in Argentina, è stata trasmessa nei Stati Uniti, in Israele e in Uruguay.
Secondo un sondaggio online, è stata votata come la miglior telenovela del 2011.